# Фрайзінгські уривки
Фрайзінгські уривки (або Freising Folia, Фрайзінгські манускрипти, або Фрайзінгські пам'ятки, словенське Brižinski spomeniki) — перший відомий слов'янський текст, написаний латинкою. Разом із «Київськими листками» є одними з найдавніших текстів старослов'янської писемності. Фрайзінгські уривки написано давньо-словенською мовою (словенською редакцією старослов'янської мови).

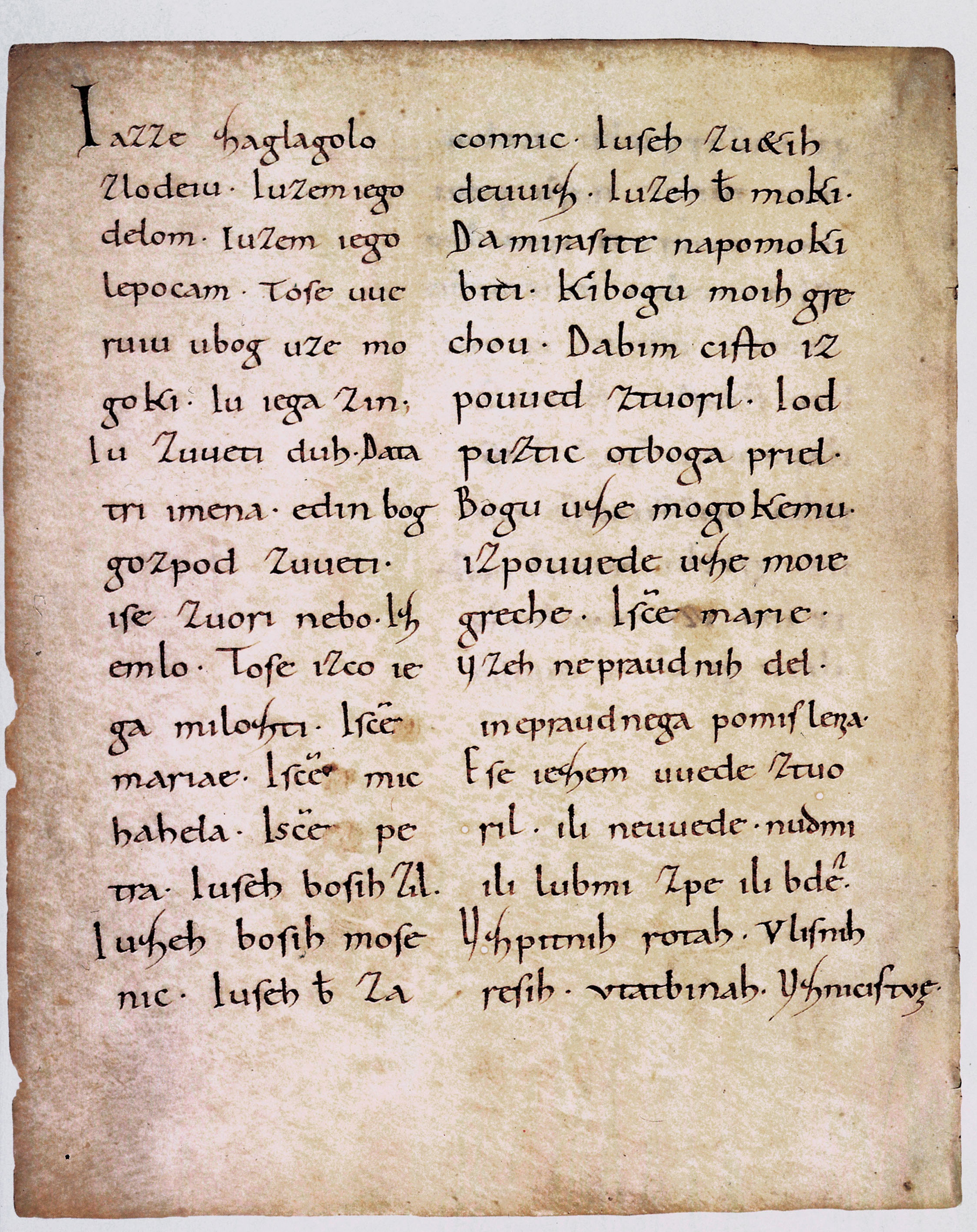
Сторінка Фрайзінгських уривків

Пам'ятки, що складаються з трьох текстів, знайдено в латиномовному рукописі (списку) в місті Фрайзінг (нім. Freising, словенською мовою Brižinj), що в Німеччині. У 1803 році рукопис потрапив до Баварської державної бібліотеки в Мюнхені. Слов'янський текст у рукописі відкрито 1807 року.
Збереглося чотири з чвертю пергаментні аркуші. Текст — це написані старослов'янською мовою молитви; його фонетичні особливості свідчать, що текст писала людина, яка говорила словенською мовою.

## Історія
Точну дату написання уривків визначити неможливо: припускають, що їх написано між 972 та 1039 роками, найімовірніше до 1000 року. Таке припущення ґрунтується на формі шрифта (каролінзький мінускул), що вживано вже після епохи Карла Великого.
У VIII столітті ранньосередньовічна держава словенців Карантанія увійшла до союзу з Баварією. На час написання рукописів у Фрайзінгу діяв єпископ Абрагам (з 957 по 994 роки). Тому деякі лінгвісти пов'язують написання уривків з його іменем, хоча такі здогадки не підтверджено ґрунтовними доказами.
Уривки нині перебувають у Баварській державній бібліотеці, що в Мюнхені.

## Мова уривків
Фонетичні особливості уривків свідчать про те, що їх написано мовою, яка займає проміжний стан між праслов'янською та словенською.
Основні риси:
- Утрата палаталізації приголосних перед передніми голосними
- Злиття [ы] та [и] в одному голосному — [и] (укр. [і])
- Плутання [ъ] та [ь] у сильній позиції (у слабкій позиції вони майже зникли, хоча в деяких словах ще зберігаються)
- Праслов. [dj] > [j] (типова словенська риса)
- Праслов. [tj] > [t'] (типова словенська риса)
- Зтягнення голосних обабіч інтервокального [j] (mojega «мого» > mega)
- Збереження сполуки [dl]
- Збереження носових голосних, які передано літерою «O» або сполукою «OM»
- Збереження давньої форми дієслова теперішнього часу
- Збереження аористу, імперфекту, кличного відмінку
- Орфографія непослідовна й непрозора

## Транслітерація першої сторінки першого Фрайзінгського уривку
| Рядок | Оригінальний текст                                             | Кирилична транслітерація                                 |
| ----- | -------------------------------------------------------------- | -------------------------------------------------------- |
| 1101  | GLAGOLITE PONAZ REDKA ZLOUEZA.                                 | Глаголите по нас редка словеса                           |
| 1102  | Bose gozpodi miloztiuv'i. otze bose. tebe izpovuede.           | Боже господи милостиви, отче боже, тебе исповеде,        |
| 1103  | vuez moi greh. I'zuetemu creztu. I'zuetei marii. I'zue         | вес мои грех, и светему кресту, и светеи Марии, и све    |
| 1104  | temu michaelu. Iuuizem crilatcem bosiem. I zuetemu pe          | тему Михаелу, и вишем крилатцем божием, и светему Пе     |
| 1105  | tru. Iu'zem zelom bosiem. Iu'zem musenicom bosiem.             | тру, и всем селом божием, и всем мучеником божием,       |
| 1106  | Iu'zem vuernicom bosiem. Iu'zem. devua'm praudnim. Iu'z*e      | и всем верником божием, и всем девам правдним, и все[м]  |
| 1107  | praudnim. Itebe bosirabe. choku'. biti. izpovueden. uzeh. moih | правдним, и тебе божи рабе хочу бити исповеден всех моих |
| 1108  | greh. I'vueruiu'. dami. ie. nazem zuete. beusi. iti se. na on' | грех. И верую да ми йе нашем свете, бевжи, ити же, на он |
| 1109  | zuet. pakise uztati. nazod\ni den. I'meti mi ie.'sivuot'       | свет, пачи же устати, на содни ден. Име ти ми йе живот   |
| 1110  | pozem. I'me ti mi ie. otpuztic moih grechou. Bose              | посем. Име ти ми йе отпустик моих грехов, Боже           |
| 1111  | miloztiuvi. primi moiv. izpovued. moih grechou. Ese            | милостиви, прими мою исповед моих грехов, еже            |
| 1112  | iezem ztuoril zla. pot den pongese bih nazi zvuet.             | йесем створил зла, пот ден понеже бих наши свет          |
| 1113  | v'uuraken. ibih crisken. Ese pomngu. ili ne pomngu. Ili        | вуврачен и бих кришчен, еже помню или не помню, или      |
| 1114  | vu'olu. ili ne vu'olu. Ili vu'ede. ili ne vu'ede…              | волю или не волю, или веде или не веде…                  |

## Довідки
- Brižinski spomeniki — Monumenta Frisingensia. Elektronska znanstvenokritična izdaja, ZRC SAZU, Ljubljana 2007
- A. V. Isačenko, Jazyk a pôvod frizinských pamiatok, Bratislava 1943
- http://kodeks.uni-bamberg.de/AltSloven/Quellen/ASL.Freising.htm